# Evropská silnice E54
Evropská silnice E54 je evropskou silnicí 1. třídy. Začíná v Paříži, hlavním městě Francie, a končí v německém Mnichově. Celá trasa měří 980 kilometrů.

## Trasa
- Francie
  - Paříž – Sens – Troyes () – Langres () – Vesoul – Lure – Belfort – Mylhúzy

- Německo
  - Lörrach – Rheinfelden – Bad Säckingen – Albbruck – Waldshut-Tiengen – Klettgau (částečně )

- Švýcarsko
  - Schaffhausen

- Německo
  - Singen – Überlingen – Friedrichshafen – Lindau (částečně ) – Memmingen – Landsberg am Lech – Mnichov ()

## Galerie

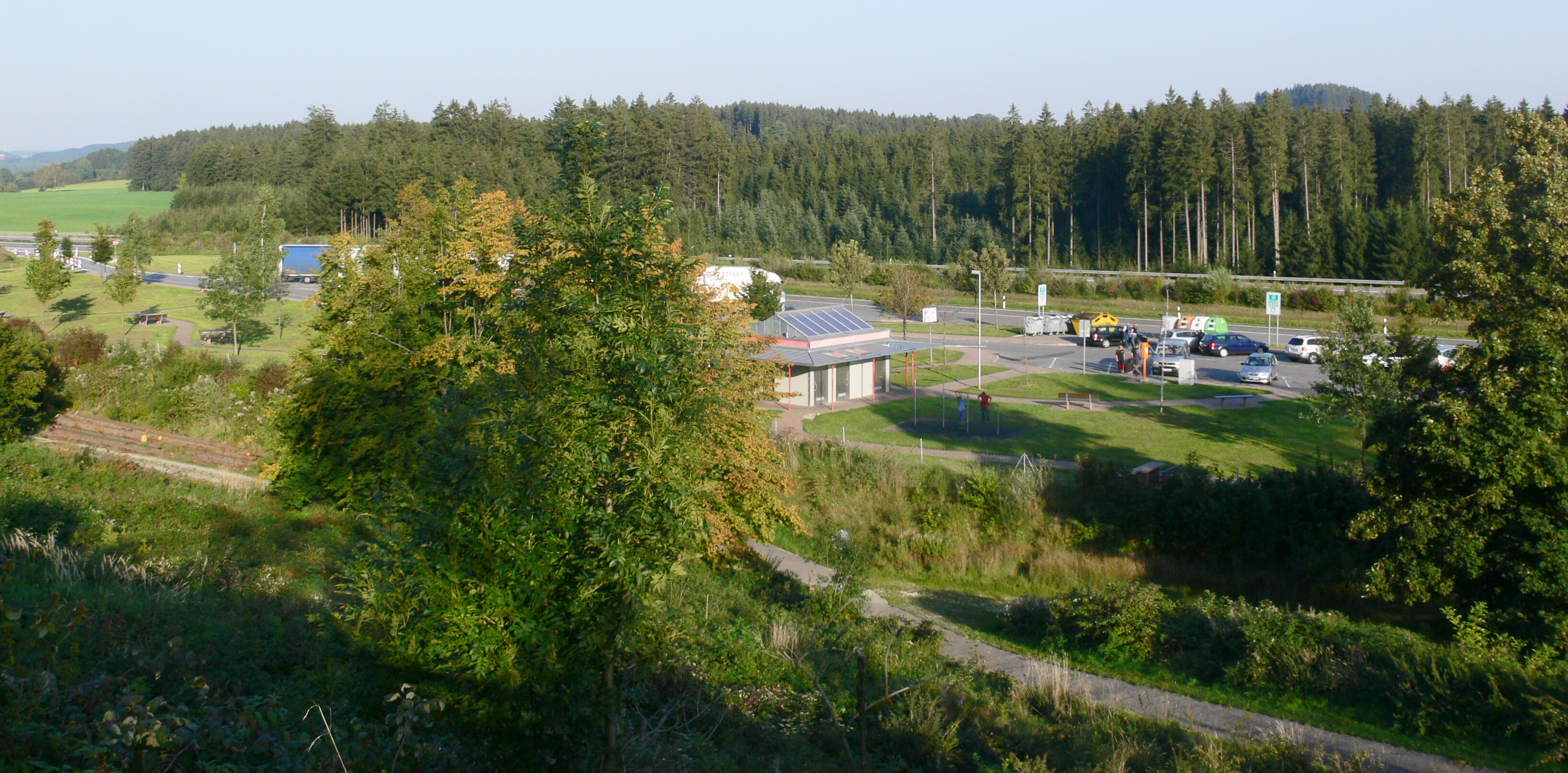
Odpočívadlo na německé A96
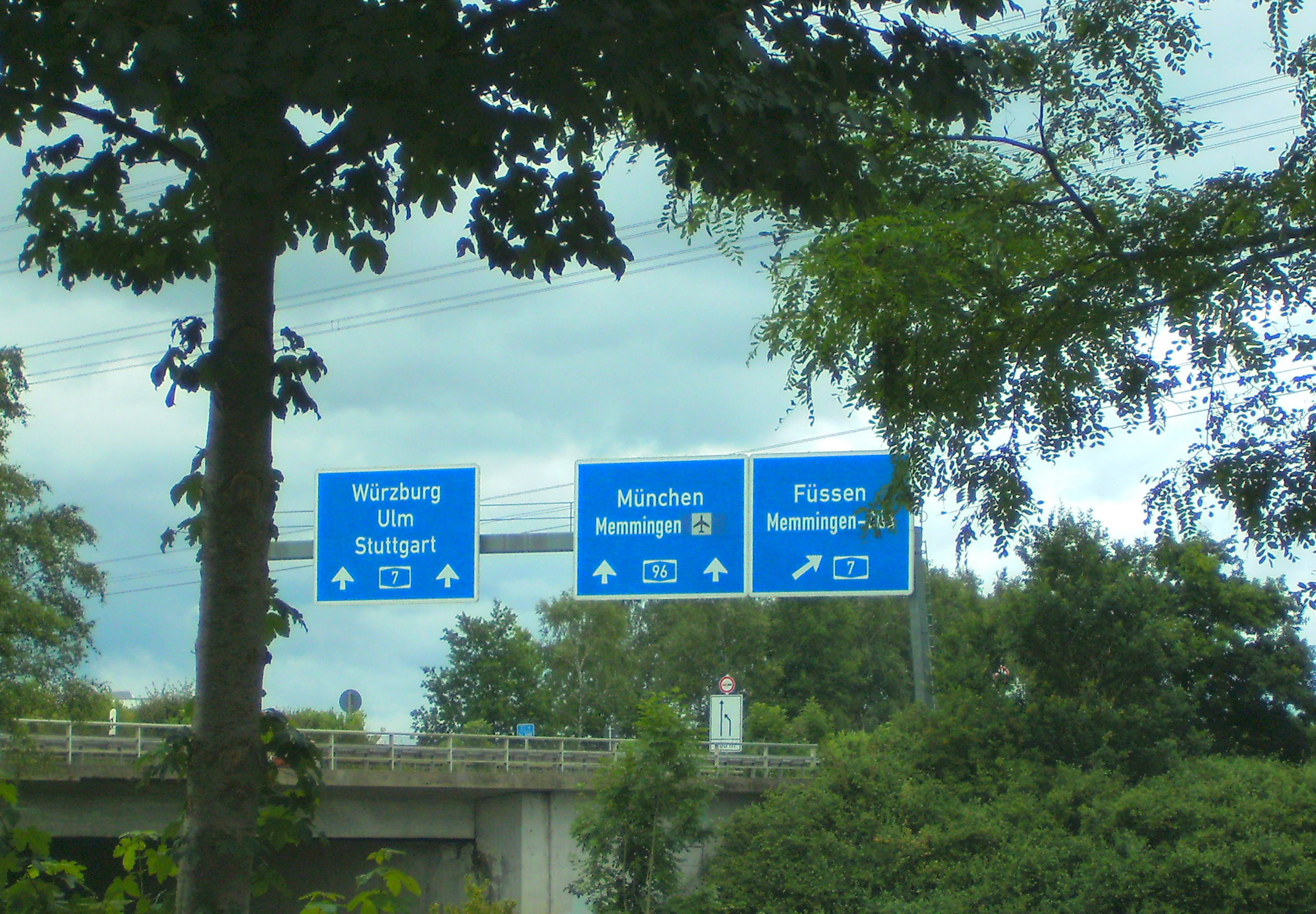
E54